# FrontRunner
El FrontRunner es un servicio de trenes de cercanías operado por la Utah Transit Authority (UTA), que conecta las ciudades de Wasatch Front desde Salt Lake Central Station a Ogden Intermodal Transit Center. Está en funcionamiento desde 26 de abril de 2008. El 10 de diciembre de 2012 se inauguró la ampliación de la línea hasta Provo, duplicando su longitud.

## Ruta
El FrontRunner viaja hacia el sur desde Pleasant View a través del condados de Davis y Salt Lake y termina en Provo, con una longitud total de 88 millas (142 km). Los trabajos de construcción de esta sección de la línea empezaron en 2005. Siete de las ocho estaciones fueron abiertas a los pasajeros el 26 de abril de 2008. Hay unos 25 viajes de ida y vuelta cada día laborable entre Ogden y Provo[cita requerida].